# 76 Pegasi
76 Pegasi är en orange stjärna i stjärnbilden Pegasus.
76 Pegasi har visuell magnitud +6,29. Den befinner sig på ett avstånd av ungefär 370 ljusår.